# Baldwin (Maine)
Baldwin es un pueblo ubicado en el condado de Cumberland en el estado estadounidense de Maine. En el Censo de 2010 tenía una población de 1.525 habitantes y una densidad poblacional de 16,2 personas por km².

## Geografía
Baldwin se encuentra ubicado en las coordenadas 43°50′22″N 70°44′39″O / 43.83944, -70.74417. Según la Oficina del Censo de los Estados Unidos, Baldwin tiene una superficie total de 94.15 km², de la cual 91.49 km² corresponden a tierra firme y (2.83%) 2.66 km² es agua.

## Demografía
Según el censo de 2010, había 1.525 personas residiendo en Baldwin. La densidad de población era de 16,2 hab./km². De los 1.525 habitantes, Baldwin estaba compuesto por el 97.9% blancos, el 0.07% eran afroamericanos, el 0.2% eran amerindios, el 1.11% eran asiáticos, el 0% eran isleños del Pacífico, el 0.26% eran de otras razas y el 0.46% pertenecían a dos o más razas. Del total de la población el 0.39% eran hispanos o latinos de cualquier raza.